# 資生堂ジャパン
資生堂ジャパン株式会社（しせいどうジャパン、英: Shiseido Japan Co., Ltd.）は、東京都港区に本社を置く資生堂グループの日本地域本社である。
2015年10月に、資生堂の日本国内の化粧品事業の一部を子会社の資生堂販売に承継するとともに、資生堂販売の社名を資生堂ジャパンへの変更したことにより発足した。
日本地域での事業活動の全てについて責任と権限を持つ地域本社として、営業機能、マーケティング機能、さらに人事、IT、財務などのコーポレート機能を有する。

## 沿革
- 1995年4月 - 資生堂が販売会社15社を合併し、資生堂化粧品販売（のちに資生堂販売へ商号変更）設立。
- 2015年10月 - 資生堂の日本国内における化粧品事業の一部を資生堂販売に承継。資生堂販売を資生堂ジャパン株式会社へ商号変更[2]。
- 2019年5月 - 本社オフィスを「日本生命浜松町クレアタワー」内に移転し、新本社オフィス「SJ-Station」を開設。
- 2021年7月 - パーソナルケア事業をファイントゥデイ資生堂へ譲渡[3]。